# Mutant X
Mutant X è una serie televisiva di fantascienza trasmessa dal 2001 al 2004. Incentrata su un gruppo di mutanti dotati di superpoteri, non ha nessun collegamento con l'omonima serie a fumetti pubblicata da Marvel Comics.
La serie è stata girata a Toronto.

## Personaggi e interpreti
Il cast è composto da Victoria Pratt nel ruolo di Shalimar Fox, una donna agile, forte e veloce come un felino (il suo tipo di mutazione è definito "feroide"); Lauren Lee Smith nei panni di Emma DeLauro, capace di interagire con le menti altrui ("psionica"); Victor Webster interpreta Brennan, capace di emanare elettricità; Forbes March interpreta Jessie, un ragazzo capace di cambiare la propria densità corporea; infine c'è John Shea alias Adam Kane, grande scienziato specialista in genetica e capo dei Mutant X. Insieme combattono contro colui che vuole annientare i mutanti, ovvero Eckhart interpretato da Tom McCamus.

## Trama
Durante la prima stagione del telefilm i Mutant X hanno una base segreta in cui vivono ed hanno attrezzature speciali; la base è chiamata "il santuario". Alla fine della prima stagione Eckhart viene rinchiuso in una capsula speciale e viene fermata anche la sua società chiamata "GSA".
Nella seconda serie i Mutant X combattono contro vari personaggi e alla fine si scontrano di nuovo con Eckhart, liberatosi dalla capsula. Purtroppo Eckhart gioca un brutto scherzo durante una missione dei Mutant X, in questa occasione Emma muore e Adam scompare e così finisce la seconda stagione.
Nella terza ed ultima appare un nuovo personaggio, Lexa, interpretata da Karen Cliche. Il suo potere è trasformarsi in energia e luce pura. Anche qui i Mutant X combattono contro nuovi nemici dopo aver sconfitto Eckhart. Infine riappare Adam per l'ultima battaglia contro gli sterminatori della razza mutante.

## Episodi
| Stagione         | Episodi | Prima TV originale | Prima TV Italia |
| ---------------- | ------- | ------------------ | --------------- |
| Prima stagione   | 22      | 2001-2002          | 2005            |
| Seconda stagione | 22      | 2002-2003          | 2005            |
| Terza stagione   | 22      | 2003-2004          | 2006            |